# 2799 Justus
2799 Justus este un asteroid din centura principală, descoperit pe 25 septembrie 1960 de PLS.